# Belbèze-en-Comminges
Belbèze-en-Comminges là một xã thuộc tỉnh Haute-Garonne trong vùng Occitanie ở tây nam nước Pháp. Xã nằm ở khu vực có độ cao trung bình 407 mét trên mực nước biển.